# Clistopyga africana
Clistopyga africana là một loài tò vò trong họ Ichneumonidae.